# Back in Black (canção)
"Back in Black" é uma canção da banda australiana de rock AC/DC, conhecida pelo seu riff de guitarra inicial (o qual era usado por Malcolm Young como riff de aquecimento), surgindo como a sexta faixa do seu álbum de 1980, Back in Black produzido pelo produtor Robert John "Mutt" Lange. Duas versões ao vivo da canção surgiram mais tarde no álbum Live, bem como na edição australiana de digressão de Stiff Upper Lip. Recebeu covers de diversos artistas como The Hives, Steriogram, Foo Fighters com Jack Black, Travis e Shakira. O tributo da banda a Bon Scott tornou-se um sucesso a nível mundial, chegando ao 37º lugar na tabela norte-americana Billboard Hot 100 em 1981 e ao 51º no Mainstream Rock Tracks.
A canção ficou em 4º na lista das 40 Maiores Canções Metal da VH1. Ficou também em 187º na lista das 500 melhores canções de todos os tempos da Rolling Stone.
"Back in Black" foi certificado com o RIAA Platinum Ringtone por ter registado a venda de mais de um milhão de downloads legais.

## Interpretação da Canção
Após a morte do vocalista Bon Scott, surgiram muitos comentários sobre o fim da banda, algo que foi considerado pelos próprios membros. Entretanto, quando Brian Johnson foi escolhido para o lugar de Scott, eles compuseram uma música para simbolizar uma volta por cima (Back in Black pode ser traduzido como "De Volta do Luto").O álbum significou uma grande homenagem para o vocalista falecido, começando pela capa e contracapa toda em preto, (algo que a gravadora não aceitou de primeira) que serviu em demonstração de luto.

## Créditos
- Brian Johnson - Vocal
- Angus Young - Guitarra solo
- Malcolm Young - Guitarra rítimica e vocal de apoio
- Cliff Williams - Baixo e vocal de apoio
- Phil Rudd - Bateria

## Desempenho nas tabelas musicais

### Certificações
| País (Empresa) | Certificação |
| -------------- | ------------ |
| Itália (FIMI)  | Platina      |